# Lunik (Albania)
Lunik è una frazione del comune di Librazhd in Albania (prefettura di Elbasan).
Fino alla riforma amministrativa del 2015 era comune autonomo, dopo la riforma è stato accorpato, insieme agli ex-comuni di Hotolisht, Orenjë, Polis, Qendër Librazhd e Stëblevë a costituire la municipalità di Librazhd.

## Località
Il comune era formato dall'insieme delle seguenti località:
- Lunik
- Prevall
- Dranovice
- Kostenje
- Letem
- Zgozht
- Koshorish